# Aérospatiale Alouette II
Alouette II je laki helikopter kojeg je izvorno proizvodio francuski Sud Aviation, a kasnije Aérospatiale.  Alouette II bio je prvi proizvodni helikopter koji je koristio plinske turbine umjesto konvencionalnih težih klipnih motora.
Uglavnom se koristio u vojne svrhe za promatranje, fotografiranje iz zraka, spašavanje, za vezu i školovanje, ali mogao je također nositi i protutenkovske projektile i navođena torpeda. Kao civilni helikopter koristio se za evakuaciju (s dva vanjska nosila), te kao leteći kran (do 500 kg vanjskog opterećenja na užetu).

## Inačice
- SE 3130 Alouette II - poslije 1967. nazvana SA 313B Alouette II
- SE 3131 Gouverneur - VIP inačica koja je dovela do Alouette III
- SE 3140 Alouette II - predložena inačica, koja bi bila pokretana 298 kW (400 KS) motorom Turbomeca Turmo II. Niti jedan primjerak nije izgrađen.
- HKP 2 Alouette II - švedska licencirana inačica SE.3130
- SE 3150 Alouette Astazou - 550 KS Turboméca Astazou IIA osovinska turbina ojačana transmisijskim sustavom Alouette III
- SE 3180 Alouette II - poslije 1967. nazvana SA 318C Alouette II derived from the SE 3150

## Tehničke karakteristike (Alouette II)
Osnovne karakteristike
- posada: 1
- kapacitet: 4 putnika
- dužina: 9,70 m
- promjer rotora: 10,20 m
- visina: 2,75 m

Letne karakteristike
- najveća brzina: 185 km/h
- dolet: 565 km
- brzina penjanja: 4,2 m/s
- najveća visina leta: 2.250 m
- motor: 1×Turboméca Artouste IIC6 turbo-osovinski motor

## Vanjske poveznice
|  | Zajednički poslužitelj ima stranicu o temi Alouette II |